# Zespół Szkół Centrum Kształcenia Rolniczego w Powierciu
Zespół Szkół Centrum Kształcenia Rolniczego w Powierciu (do 2009 roku: Zespół Szkół Ponadgimnazjalnych w Powierciu, wcześniej Zespół Szkół Ogrodniczych) – zespół szkół ponadpodstawowych o profilu rolniczym i ogrodniczym w Powierciu, w powiecie kolskim.

## Historia
Powiatowa Szkoła Ogrodnicza w Powierciu powstała na mocy rozporządzenia Ministra Rolnictwa i Reform Rolnych z 4 lipca 1945 roku. Organizatorami szkoły byli: ogrodnik Wilhelm Baliński i jego żona, polonistka Wanda Balińska oraz inż. Maria Kasińska oraz nauczyciel zawodu Stanisław Mrowicki. Oprócz tego, Baliński sprowadził do Powiercia swoich dawnych uczniów: Jana Bużyńskiego i Dyrso. 
Powiatowy Urząd Ziemski w Kole przekazał szkole 10 hektarów ziemi, kilkanaście tzw. „belgijek” (inspektów) oraz 160 metrów kwadratowych szklarni, pozostałych po zlikwidowanym majątku Powiercie. Uroczyste otwarcie szkoły miało miejsce 15 listopada 1945 roku i naukę w niej rozpoczęło wówczas 8 uczniów. Pod koniec roku szkolnego 1945/46 do szkoły uczęszczało 65 uczniów. Szkoła funkcjonowała w pałacu w Powierciu, w budynku mieściły się sale lekcyjne, internat, biuro, kuchnia wraz z jadalnią, magazyn oraz mieszkania części nauczycieli. Część gmachu była także zajęta przez innych lokatorów. Szkoła posiadała dwa stare konie, większość wyposażenia pochodziła z dotacji oraz darów od organizacji społecznych i miejscowych ogrodników. Uczniowie szkoły brali udział w odbudowie szkolnego gospodarstwa, wykonując prace murarskie, stolarskie i ślusarskie. 
W 1946 roku Powiatowa Szkoła Ogrodnicza została przekształcona w 3-letnie Gimnazjum Ogrodnicze, zorganizowane według wzorów przedwojennych. W 1948 roku szkołę opuściło pierwszych 12 absolwentów, w tym samym roku szkoła została zelektryfikowana, otwarto także internat męski w zaadaptowanym budynku inwentarskim. W 1948 roku szkołę przekształcono w 4-letnie Liceum Ogrodnicze I stopnia. W latach 1946–1950 do szkoły uczęszczało rocznie średnio 120 uczniów. 
W 1950 roku z województwa szczecińskiego sprowadzono deszczownię, którą następnie wyremontowano staraniem uczniów. Z początkiem roku szkolnego 1950/51 liceum I stopnia przekształcono w Liceum Ogrodnicze II stopnia. 5 września 1951 roku liceum przemianowano na 4-letnie Technikum Ogrodnicze. W 1954 roku dyrektorem szkoły został Wiktor Bogusławski, rok później funkcję tę objął Eugeniusz Adamus. 
Od 1958 roku nauka w Technikum Ogrodniczym trwała 5 lat. W 1958 roku pożar strawił zakupiony w 1947 roku barak szkolny, w którym znajdowały się sale lekcyjne. W 1961 roku dyrektorem został mianowany Czesław Kłaniecki. 
Od 1962 roku szkoła prowadziła Wydział Kształcenia Korespondencyjnego. W sierpniu 1962 roku oddano do użytku nowy gmach szkolny, do którego dwa lata później wysiłkiem rodziców i uczniów szkoły dobudowano aulę. W 1970 roku powołano 2-letnią Zasadniczą Szkołę Ogrodniczą, w tym samym roku obszar gospodarstwa powiększono do 125 hektarów. W 1971 roku otwarto nowy internat. 
W 1976 roku otwarto Zaoczne Technikum Ogrodnicze, rok później szkołę włączono w skład Konińskiego Zespołu Szkół Rolniczych. Od 1977 roku dyrektorem szkoły był Waldemar Karkosik. 
W 1981 roku na wniosek rady pedagogicznej szkoły, nazwa została zmieniona na Zespół Szkół Ogrodniczych. W 1987 roku w ramach zespołu uruchomiono Zasadniczą Szkołę Mechanizacji Rolnictwa, a w 1994 roku Liceum Zawodowe Mechanizacji Rolnictwa. W 1995 roku na budynku szkoły odsłonięto tablicę pamiątkową poświęconą Wilhelmowi Balińskiemu. 
W 1997 roku powstało 5-letnie Liceum Agrobiznesu, a dwa lata później Liceum Ogólnokształcące. W 2002 roku nazwę szkoły zmieniono na Zespół Szkół Ponadgimnazjalnych w Powierciu, w tym samym roku otwarto Liceum Profilowane o profilu ochrona i kształtowanie środowiska, którego profil rok później zmieniono na zarządzanie informacją. W 2005 roku zaniechano naboru do Liceum Profilowanego i uruchomiono Technikum Informatyczne, które w 2007 roku włączono w skład Zespołu Szkół Technicznych w Kole. W 2007 roku wprowadzono kierunek architektury krajobrazu oraz żywienia i gospodarstwa domowego (od 2012 usługi gastronomiczne).  

## Stan obecny
W roku szkolnym 2023/24 w ramach zespołu funkcjonuje 5-letnie Technikum i 3-letnia Szkoła Branżowa I stopnia. W ramach technikum prowadzono nabór na kierunki: architektura krajobrazu, mechanizacja rolnictwa i agronomia oraz żywienie i usługi gastronomiczne. w szkole branżowej kształcono w zawodzie mechanik-operator pojazdów i maszyn rolniczych.

## Znani absolwenci
- Czesław Cieślak
- Zdzisław Domański